# Cambroernida
Los cambroérnidos (Cambroernida, del prefijo cambro- en referencia al Cámbrico, y del griego ernos, 'brote') constituyen un clado extinto de invertebrados deuteróstomos. Abarca a los géneros Herpetogaster, Phlogites y los pertenecientes a la familia Eldoniidae. Se cree que están relacionados con los equinodermos y hemicordados. Probablemente representan el grupo troncal de Ambulacraria.

## Características
Aunque ciertas especies presentan anatomías aparentemente dispares, los cambroérnidos comparten las siguientes características:
- Presentan, al menos, un par de tentáculos orales bifurcados.

- Poseen un saco celómico enrollado dentro del cual se alojan el estómago y los intestinos. El saco celómico se encuentra suspendido por mesenterios.

- La forma del cuerpo que varía desde la pedunculada (con forma de tallo) hasta la discoidal (con forma de disco).

## Taxonomía
Basado en la descripción del clado por Caron et al. (2010) y MacGabhann y Murray (2010).
- Clado Cambroernida
  - Phlogites
  - Herpetogaster
  - Familia Eldoniidae
    - Eldonia
    - Rotadiscus
    - Stellostomites
    - Pararotadiscus
    - Setupus

## Filogenia
Por una parte, Phlogites, un organismo pedunculado, fue comparado con los hemicordados, específicamente con los pterobranquios, debido a que ambos comparten características equivalentes como los tentáculos ramificados, el estómago en forma de "U" y el tallo. También fue propuesto como parte de un nuevo filo, Dendrobrachia. Por otro lado, Eldoniidae fue un grupo establecido en referencia a Eldonia, un género de organismos con forma de disco descrito en 1911, que posteriormente fue usado para agrupar a otros géneros de animales discoidales. Algunos de estos fueron interpretados como lofoforados y otros como equinodermos.
Estudios recientes sugieren que los cambroérnidos son deuteróstomos basales, lo que descartaría la relación con los lofoforados y colocaría a Cambroernida como grupo troncal de Ambulacraria (el clado que incluye equinodermos y hemicordados).